# Município de Franklinton (condado de Franklin, Carolina do Norte)
Localização da Carolina do Norte nos E.U.A.
O município de Franklinton (em inglês: Franklinton Township) é um município localizado no  condado de Franklin no estado estadounidense da Carolina do Norte. No ano 2010 tinha uma população de 8.311 habitantes.

## Geografia
O município de Franklinton encontra-se localizado nas coordenadas 36° 07′ 41,48″ N, 78° 25′ 41,63″ O.